# آلفا رومئو ۱۱۰
آلفا رومئو ۱۱۰ (به انگلیسی: Alfa Romeo 110) یک موتور هواگرد ساختِ کارخانهٔ آلفا رومئو در کشور ایتالیا است.